# 怪盜與名偵探
《怪盜與名偵探》（法語：Arsène Lupin contre Herlock Sholmes）是法國作家莫理斯·盧布朗第二個以怪盜亞森·羅蘋為主角的故事集，分為「藍鑽與金髮女子」和「猶太古燈」兩篇。故事主線是亞森·羅蘋與英國大偵探夏洛克·福爾摩斯之間的對決。

## 主要角色
- 亞森·羅蘋 - 千變萬化的怪盜。
- 夏洛克·福爾摩斯 - 活力充沛的男子，來自英國的偵探。
- 華生 - 醫生，福爾摩斯的搭檔與好友。偕同福爾摩斯來法國查案。卻意外被刺傷。
- 葛尼瑪探長 - 立誓逮捕羅蘋歸案，是羅蘋的死對頭。
- 戴丹祖 - 建築師。負責興建巴黎區這一帶的住宅。

## 改編作品
- 1910年德國電影《亚森·罗宾对福尔摩斯：蓝色钻石（英语：Arsène Lupin contra Sherlock Holmes）》[2]。